# مسرح فريدمان
مسرح فريدمان هو أحد أهم مباني مدينة منهاتن في الولايات المتحدة الأمريكية

## وصلات خارجية
- الموقع الإلكتروني